# خاتونية سلوك (الرقة)
خاتونية سلوك قرية سورية تتبع ناحية سلوك في منطقة تل أبيض في محافظة الرقة. بلغ عدد سكانها 1528 نسمة في عام 2004 حسب إحصاء المكتب المركزي للإحصاء.